# اگونی، اوکیناوا
اگونی، اوکیناوا (به لاتین: Aguni, Okinawa) یک سکونتگاه مسکونی در ژاپن است که در استان اوکیناوا واقع شده‌است.

## خصوصیات
اگونی ۷٫۶۳ کیلومترمربع مساحت و ۷۷۲ نفر جمعیت دارد و ۹۷٫۳ متر بالاتر از سطح دریا واقع شده‌است.